# شيكينيو (لاعب كرة قدم)
شيكينيو هو لاعب كرة قدم برازيلي في مركز الهجوم، ولد في 27 يناير 1941 في البرازيل.

## وصلات خارجية
- شيكينيو (لاعب كرة قدم) على موقع الاتحاد الدولي (مؤرشف)  (الإنجليزية)
- شيكينيو (لاعب كرة قدم) على موقع أوليمبيديا (الإنجليزية)